# SN 2010W
SN 2010W – supernowa odkryta 7 lutego 2010 roku w galaktyce E320-G35. W momencie odkrycia miała maksymalną jasność 16,70m.